# الحزب الاشتراكي الأوكراني
الحزب الاشتراكي الأوكراني، (بالأوكرانية: Соціалістична партія України) هو حزب سياسي أوكراني أسس بتأريخ 1991.11.25 في أوكرانيا.